# サプライズ (ハービー・マンのアルバム)
『サプライズ』（原題：Surprises）は、アメリカ合衆国のジャズ・フルート奏者、ハービー・マンが1976年に発表したスタジオ・アルバム。

## 背景
「ケイジャン・ムーン」、「クリーピン」、「イースター・ライジング」、「アサ・ブランカ」ではシシー・ヒューストンがリード・ボーカルを担当し、ヒューストンは「ドロウ・ユア・ブレイクス」でもコーラス隊の一員として参加している。「ケイジャン・ムーン」はJ・J・ケイルがアルバム『Okie』（1974年）で発表した曲のカヴァーで、「クリーピン」はスティーヴィー・ワンダーがアルバム『ファースト・フィナーレ』（1974年）で発表した曲のカヴァー。
収録曲のうち3曲は、1974年春に東京でレコーディングされた。小坂明子のカヴァー「あなた」には小坂本人がゲスト参加しており、このヴァージョンは、本作に先駆けて1974年8月に日本のワーナー・パイオニアからシングルとして発売された。また、「サウンド・オブ・ウィンドウッド」と「石庭に舞う蝶」の2曲では和楽器奏者達と共演した。これら3曲は、日本限定発売のアルバム『Pop Impression』にも収録された。

## 反響
アメリカのBillboard 200では178位に達し、『ビルボード』のジャズ・アルバム・チャートでは32位、R&Bアルバム・チャートでは56位を記録した。また、収録曲「ケイジャン・ムーン」は『ビルボード』のR&Bシングル・チャートで94位を記録。

## 収録曲
特記なき楽曲はハービー・マン作。6. 7. 8.はインストゥルメンタル。
1. ドロウ・ユア・ブレイクス - "Draw Your Breaks" (Derrick Harriott, David Scott) - 4:48
2. ケイジャン・ムーン - "Cajun Moon" (JJ Cale) - 6:16
3. クリーピン - "Creepin" (Stevie Wonder) - 4:53
4. イースター・ライジング - "Easter Rising" (Pat Rebillot, Pat Kirby) - 4:36
5. アサ・ブランカ - "Asa Branca" (Luiz Gonzaga, Humberto Texeira, Luís Oliveira) - 3:54
6. サウンド・オブ・ウィンドウッド - "The Sound of Windwood" - 2:32
7. クリケット・ダンス - "Cricket Dance" - 4:16
8. 石庭に舞う蝶 - "The Butterfly in a Stone Garden" - 5:20
9. あなた - "Anata (I Wish You Were Here with Me)" (Akiko Kosaka) - 3:06

## 参加ミュージシャン
- ハービー・マン - フルート、アルトフルート、バスフルート
- シシー・ヒューストン（英語版） - ボーカル (#1, #2, #3, #4, #5)
- ユーニス・ピーターソン - ボーカル (#1)
- ラネル・ブラクストン - ボーカル (#1)
- ジュディ・クレイ - バッキング・ボーカル (#4)
- 小坂明子 - ボーカル (#9)
- デヴィッド・ニューマン - テナー・サクソフォーン (#1, #2, #3)
- パット・レビロット - キーボード (全曲)
- グラッドストーン・アンダーソン - ピアノ (#1)
- ウィンストン・ライト - オルガン (#1)
- ハックス・ブラウン - ギター (#1)
- ロッド・ブライアン - ギター (#1)
- ヒュー・マクラッケン - ギター (#2)
- ジェリー・フリードマン - ギター (#2, #3, #4, #7, #9)
- ボブ・マン - ギター (#3, #4, #5, #7, #8)
- ジェフ・ミロノフ - ギター (#5)
- サム・ブラウン - ギター (#6)
- ジャッキー・ジャクソン - ベース (#1)
- トニー・レヴィン - ベース (#2, #3, #6, #7, #8, #9)
- ボブ・バビット - ベース (#4, #5)
- マイケル・リチャード - ドラムス (#1)
- スティーヴ・ガッド - ドラムス (#2, #3, #6, #7, #8, #9)
- リック・マロッタ - ドラムス (#4, #5)
- アーメン・ハルブリアン - パーカッション (#2, #3, #4, #5, #6, #7, #8, #9)
- ラルフ・マクドナルド - パーカッション (#2, #3)
- ラファエル・クルス - パーカッション (#5)
- サミー・フィゲロア - パーカッション (#5)
- デヴィッド・ナディアン - ヴァイオリン (#4)
- ジーン・オーロフ - ヴァイオリン (#4)
- ガイ・ルミア - ヴァイオリン (#4)
- リチャード・ソートン - ヴァイオリン (#4)
- エマニュエル・ヴァルディ - ヴィオラ (#4)
- リチャード・マキシモフ - ヴィオラ (#4)
- チャールズ・マクラッケン - チェロ (#4)
- ジェシー・レヴィー - チェロ (#4)
- 村岡実 - 尺八 (#6)
- 中丸春美 - 箏 (#6, #8)、現代箏 (#6, #8)
- 鍔本和子 - 箏 (#6, #8)
- 蔵元エリ子 -箏 (#6, #8)
- 佐々木壮明 - 三味線 (#6, #8)
- 佐藤要征 - 笙 (#6, #8)
- 堅田影輝 - 和太鼓 (#6, #8)
- 堅田啓輝 - 大太鼓 (#6, #8)
- 藤舎清晃 - 鼓 (#6, #8)